# 复旦大学数学科学学院
复旦大学数学科学学院是复旦大学下属院系之一，前身为复旦大学数学系，2005年成立数学科学学院，是中国大陆基础学科人才培养基地，
在教育部第三輪学科评估中位居第二，第四輪被評爲A+級別。

## 历史沿革
1942年复旦大学设数理系，包含数学组。
1952年由复旦大学数理系数学组、浙江大学、交通大学、大同大学、同济大学等校数学系合并组成复旦大学数学系。由原复旦大学陈传璋教授任系主任。 数学系和数学研究所下设4个教研室、6个研究室、博士后流动站、教育部所属的非线性数学模型和方法开放实验室、数学学科实验室、数学学科图书资料室和数学系教学实验室。苏步青、陈建功、谷超豪等为中国数学界泰斗。
1994年被国家教委批准为国家理科数学人才培养基地。
1998年成立中法应用数学研究所和数学金融研究所。
2005年1月原复旦大学数学系和复旦大学数学研究所合并组建复旦大学数学科学学院。
2007年，数学学科成为国家一级重点学科。在2002年、2007年、2012年的全国一级学科整体水平评估中综合排名均名列第二。从学术界通用的ESI指标，复旦数学属于前1%学科。
2021年6月7日，复旦大学数学科学学院的一名教師姜文華因科研任務無法完成面臨解聘，自述遭到黨委書記的虐待和壓迫，於是持刀將該學院的黨委書記王永珍殺死。

## 总体现状
现设有数学系、应用数学系、金融数学与控制科学系、信息与计算科学系、概率统计与精算系和数学研究所。
数学学科是中国最早具有国务院学位委员会规定的数学学科全部博士点的学科单位，涵盖了全部五个二级学科：基础数学、应用数学、运筹学与控制论、计算数学、概率论与数理统计。基础数学、应用数学、运筹学与控制论是首批中国国家重点学科。学院拥有一支优秀的教师队伍。现有教职员工115名；专任教师93名，其中教授42人，副教授37人、讲师14人。 拥有中科院院士3名（胡和生、李大潜、洪家兴）；国家“千人计划”入选者2名（冯建峰、郁国樑）； 教育部“长江学者奖励计划”特聘教授及国家“杰出青年基金”获得者7名（周忆、吴宗敏、汤善健、郭坤宇、陈 猛、 袁小平、傅吉祥）。另外还有教育部“长江学者奖励计划”讲座教授和复旦讲座教授7名。先后获国家自然科学奖10项，其中二等奖4项；国家科技进步一等奖1项，二等奖2项；省部级一等奖22项。谷超豪院士2009年获国家最高科学技术奖。

## 研究机构
- 中法应用数学研究所
- 教育部非线性数学模型与方法开放实验室
- 上海市现代应用数学重点实验室
- 复旦大学计算系统生物学中心
- 复旦大学数学金融研究所
- 复旦通能太平精算实验室
- AIA友邦-复旦精算中心
- 上海市应用数学咨询开发中心[8]